# Map Matching
Mit Kartenabgleich, Karteneinpassung oder auch englisch Map Matching wird ein Verfahren bezeichnet, welches die durch eine Ortung gemessene Position eines Objektes mit den Ortsinformationen einer digitalen Karte abgleicht.
Wenn die mit einem Ortungsverfahren gemessene geographische Koordinate direkt in das Koordinatensystem einer digitalen Karte abgebildet wird, so kann die wahre Position des Objektes in der Karte von der abgebildeten Position des Objektes in der Karte abweichen. Der Grund liegt zum einen in Messfehlern beim Ortungsverfahren, zum anderen in Ungenauigkeiten der Karte. Da für viele Anwendungen (Beispiel: Navigationssystem) die wahre Position in der Karte bekannt sein muss, gleicht das Map-Matching-Verfahren die gemessene Position mit den Karteninformationen über die Lage und Geometrie von Objekten in der Karte ab, so dass die wahrscheinlichste Position des Objekts in der Karte ermittelt wird.

## Beispiel
Bei Fahrzeug-Navigationssystemen wird die Position des Fahrzeugs meist mit Unterstützung des amerikanischen Satellitenortungssystems GPS gemessen. Die Richtigkeit der gemessenen und der tatsächlichen Position wird bei GPS mit 15 Metern angegeben. Ebenso kann die digitale Karte Toleranzen im Meterbereich aufweisen. Für das Navigationsgerät muss nun die Position des Fahrzeugs in der digitalen Karte ermittelt werden, damit zum Beispiel eine sinnvolle Routenberechnung vom aktuellen Standort zum Fahrziel bestimmt werden kann. Ohne den Abgleich der gemessenen Position mit den Karteninformationen könnte sich das Fahrzeug außerhalb der digitalisierten Straßen oder auf der falschen Straße in der Karte befinden. Da für das Navigationsgerät die Lage des Fahrzeugs in der digitalen Karte entscheidend ist, wird die gemessene Position mit den Karteninformationen so abgeglichen, dass der wahrscheinlichste Standort des Fahrzeugs in der Karte für die Navigation ermittelt wird. Hierzu werden beim Map Matching die Kenntnisse über die Bewegungen des Fahrzeugs ausgenutzt. Da sich zum Beispiel Fahrzeuge im Straßenverkehr nicht außerhalb der vorgegebenen Straßen bewegen dürfen, kann sich die Position nicht innerhalb von bebautem Gebiet, sondern nur auf einer digitalisierten Straße befinden.

## Anwendung
Die eindeutige Identifikation einer Straße oder eines Straßenteils ermöglicht Anwendungen wie
- Verkehrsflussinformationen aus Fahrzeugspurdaten extrahieren oder
- Zusatzattribute wie Schönheit, Benutzerbewertungen etc. einer Straße zuordnen
- Automatisierte Abbiegevorschriften nachträglich in einen aufgenommenen GPX-Track einfügen